# Gutaháza
Gutaháza Rábatöttös község településrésze, 1942-ig önálló falu volt, ma Vas vármegyében, a Szombathelyi járásban található.

## Fekvése
Szombathelytől 17 kilométerre délkeletre fekszik, a 8702-es út mentén.

## Története
1406-ban Gutafelde alakban írva említik először. Neve a régi magyar Guta személynévből ered. 1532-ben a török elpusztította, de újratelepült. 1910-ben 191 lakosa volt. 1942-ben a szomszédos Rábatöttössel egyesítették Gutatöttös néven. 1992-ben a lakosság a szétválás mellett döntött, azt jogi problémák miatt azonban nem lehetett végrehajtani. Az egyesített község neve azonban Rábatöttös lett.